# Buono pasto

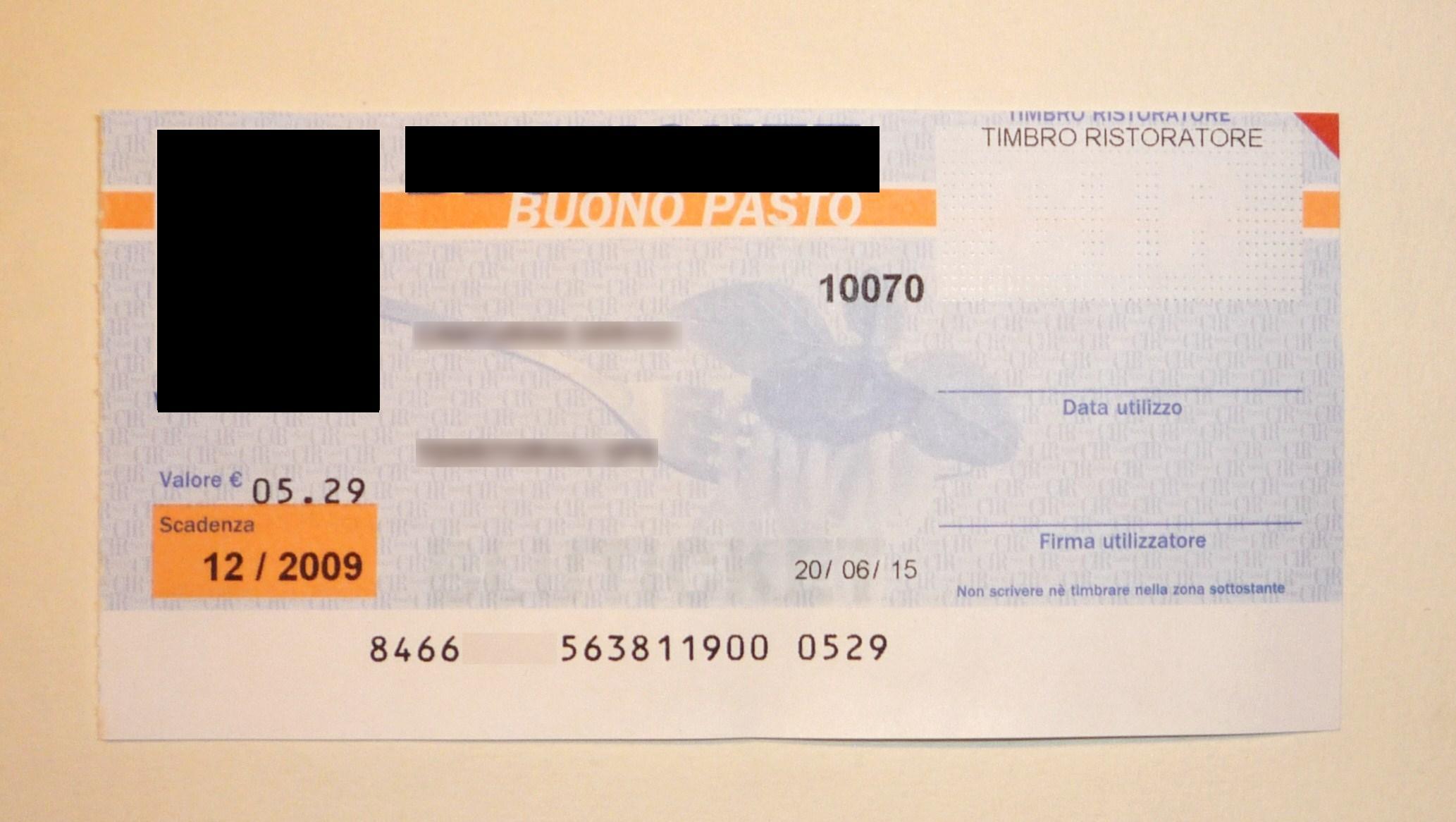
Un buono pasto

Il buono pasto è un mezzo di pagamento dal valore predeterminato, che può essere utilizzato per acquistare esclusivamente un pasto o prodotti alimentari. Esso è comunemente ritenuto un cosiddetto fringe benefit (beneficio accessorio).
Sono utilizzati dai lavoratori dipendenti o parasubordinati del settore pubblico e privato che ricevono i tagliandi come servizio alternativo alla mensa per il personale; possono essere spesi solo in pubblici esercizi come bar, ristoranti o nelle gastronomie di supermercati convenzionati con le società emittenti i buoni stessi. Possono essere spesi anche presso negozi di generi alimentari per acquistare alimenti.

## Storia
I primi buoni vennero utilizzati per la prima volta nel 1954 da alcune aziende nel Regno Unito. In quell'anno John R. Hack, uomo d'affari inglese, si trovava in un ristorante con amici: rimase incuriosito quando vide alcuni clienti pagare con biglietti di carta e chiese come funzionasse questo innovativo sistema di pagamento. Nel 1955 Hack fondò la “Luncheon Vouchers Ltd”, che divenne dal 1999 Accor Services.
Erano gli anni immediatamente successivi alla seconda guerra mondiale e al razionamento alimentare e le aziende avevano difficoltà ad assumere e pagare il personale. Hack ebbe l'intuizione di istituire una società in grado di emettere un buono pasto standard che venisse accettato dai ristoranti sull'intero territorio nazionale del Regno Unito, ristoranti che a loro volta lo restituivano alla Luncheon Vouchers Ltd ricevendo in cambio la somma di denaro pattuita. Il sistema riscosse successo grazie anche alla defiscalizzazione dei buoni pasto da parte del governo inglese.
Nel 1957 le aziende inglesi che utilizzavano i buoni pasto della Luncheon Vouchers furono 3500, tre anni dopo erano circa 8000, più che raddoppiati.

## Caratteristiche
Il buono pasto costituisce un'agevolazione per il dipendente, essendo talvolta percepito da quest'ultimo come un servizio utile, ma anche come mezzo per salvaguardare il proprio potere d'acquisto. Inoltre per i ristoratori affiliati questi utenti rappresentano una clientela sicura e abituale.
I buoni pasto possono essere destinati al solo personale a tempo pieno o parziale, inclusi i collaboratori qualora l'orario di lavoro non preveda una pausa per il pasto a seconda della normativa in vigore. Generalmente vien erogato un buono per ciascun giorno lavorato; ove previsto, anche i lavoratori autonomi (aziende unipersonali) possono acquistare i buoni pasto per sé, per dedurne il costo dall'imponibile come spesa di rappresentanza.
Dal punto di vista tecnico possono presentarsi sotto forma di libretto cartaceo in forma di tagliandi o di una tessera con microchip. Dal 2012 iniziano a diffondersi i buoni pasto elettronici che si basano sulla dematerializzazione del titolo cartaceo.

## Nel mondo

### Francia
I buoni pasto vennero introdotti in Francia negli anni sessanta: nel 1962 Jacques Borel fondò la società Ticket Restaurant e grazie alla defiscalizzazione del servizio nel 1967, i buoni pasto diventano presto molto diffusi.

### Italia
In Italia, i buoni pasto arrivano a metà degli anni settanta. Nel 2006 il fatturato complessivo del comparto è di circa 2,3 miliardi di euro, le aziende del settore sono 14, i ristoratori convenzionati oltre 100.000, il servizio è utilizzato da circa il 40% degli 11 milioni di italiani che pranzano ogni giorno fuori casa.
Sono disciplinati dal D.P.C.M. 18 novembre 2005 ("Affidamento e gestione dei servizi sostitutivi di mensa"). Non sono né cumulabili, né convertibili in danaro, né cedibili e commerciabili. Una successiva sentenza del TAR del Lazio ha annullato però alcune parti del predetto D.P.C.M.
Come “servizio sostitutivo di mensa”, il buono pasto non prevede oneri fiscali o previdenziali né a carico del datore di lavoro né del lavoratore fino a un valore di 5,29 euro per singolo buono. Inoltre il costo del servizio è deducibile e l'IVA è detraibile integralmente (DL 25 giugno 2008 n. 112, art. 83, comma 28 bis). L'IVA applicata al buono pasto è del 4% per i lavoratori dipendenti da imprese, del 10% per le altre categorie di lavoratori quali collaboratori esterni, liberi professionisti, titolari di società e soci. Questo regime fiscale rende il servizio di buoni pasto vantaggioso soprattutto per le aziende clienti, rispetto ad un'equivalente cifra netta versata in busta paga, ad esempio a titolo di indennità di mensa. Dal 1º luglio 2015 la defiscalizzazione giunge a 7,00 euro per i soli buoni pasto elettronici.
In data 29 luglio 2014, prima dell'entrata in vigore del relativo Decreto del Governo, era stato sottoscritto per la prima volta in Italia un contratto di rete da tre Aziende protagoniste del Mercato nazionale dei servizi sostitutivi di mensa per l'introduzione del POS unico. Qui! Group, Sodexo Benefits&Rewards Services e Day Ristoservice Group Up, appartenenti ad entrambe le Associazioni di Categoria, hanno messo a punto un sistema hi-tech per leggere i buoni pasto elettronici sotto forma di card aperto all'adesione di tutti gli Emettitori operanti sul Mercato, che risolve la difficoltà degli esercenti nel dover gestire i diversi POS delle varie Aziende emettitrici. Si consente così, in maniera determinante, l'espansione della rete degli esercizi convenzionati capillarmente in tutto il territorio nazionale, attuando la digitalizzazione del servizio sostitutivo di mensa, iniziativa in linea con la tendenza attuale di digitalizzazione dei servizi e delle politiche di Welfare. (cfr. Il Sole 24 Ore – 02/03/2015).
Anche la pubblica amministrazione italiana utilizza i buoni pasto in favore dei propri dipendenti, con le medesime agevolazioni fiscali del settore privato. Per la quasi totalità della domanda di buoni pasto, pari a circa 1 miliardo di euro/anno, la Consip bandisce periodicamente una gara d'appalto suddivisa in lotti geografici aggiudicati a diversi operatori del settore. Per i lavoratori del settore pubblico il decreto legge 6 luglio 2012 n. 95, convertito, con modificazioni, dalla legge 7 agosto 2012 n. 135 ha stabilito che a decorrere dal 1º ottobre 2012 il valore dei buoni pasto attribuiti al personale, anche di qualifica dirigenziale, delle amministrazioni pubbliche non possa superare il valore nominale di 7,00 euro. La nuova disciplina, valevole sia per i buoni elettronici sia per quelli cartacei, è stata dettata dal decreto del Ministero dello Sviluppo Economico del 07/06/2017, n. 122.
La rappresentanza delle aziende del settore operanti in Italia è divisa:
- nell'ambito di Confcommercio sono rappresentate, insieme all'Associazione dei Pubblici Esercizi FIPE, l'Associazione ANSEB (Associazione Nazionale Società Emettitrici Buono Pasto) che rappresenta alcune delle Aziende operanti nel settore;
- da settembre 2011, nell'ambito di Confindustria Federvarie, è stato costituito COBES (Comitato Buoni Pasto, Voucher Sociali e Servizi) che rappresenta le altre aziende.

#### Spendibilità
A norma di legge i buoni pasto sono strettamente personali, possono essere spesi solo nei locali convenzionati nella misura di massimo otto per transazione, non danno diritto al resto, non possono essere convertiti in denaro, ceduti ad altri né venduti, hanno validità variabile da pochi mesi a oltre un anno.

#### Funzionamento del rimborso
Le società emittenti i buoni pasto stipulano un contratto di fornitura con le aziende (clienti) e un contratto di convenzionamento con i pubblici esercizi (affiliati) che prevedono degli sconti sul valore nominale (o facciale) del buono pasto. Le aziende distribuiscono i buoni ai dipendenti, che spendono i buoni nella rete dei locali affiliati. Gli affiliati a loro volta rispediscono i buoni incassati alle società emettitrici. Queste rimborsano agli affiliati il valore dei buoni, meno la percentuale di sconto definita nel contratto di convenzionamento.
Il guadagno della società emettitrice è composto:
- dalla differenza fra quanto pagato dalle aziende clienti e quanto rimborsato ai locali più il ristorno dell'IVA, esistendo un differenziale di IVA;
- dalla gestione finanziaria della liquidità che si genera nello sfasamento temporale tra l'acquisto dei buoni pasto da parte delle Aziende/PA che li assegnano ai propri dipendenti, e il pagamento degli esercenti che hanno fornito il pasto;
- dal valore dei buoni scaduti comprati da un'azienda cliente, ma mai utilizzati;
- da altre voci eventuali quali i "servizi aggiuntivi" forniti agli esercenti (servizi tecnici, amministrativi, ecc.).

#### Iniziative di protesta
La concorrenza tra le società emettitrici, soprattutto nelle gare al ribasso per l'aggiudicazione di appalti per le pubbliche amministrazioni italiane, ha portato ad un progressivo innalzamento delle percentuali di sconto applicate nei contratti di convenzionamento degli esercenti con le società emittenti.
Per contestare questa situazione i ristoratori affiliati aderenti alla Fipe il 13 marzo 2007 hanno organizzato il “No ticket day”, un giorno di protesta in cui non hanno accettato i buoni pasto. Le maggiori associazioni di categoria di entrambe le parti hanno quindi richiesto il ritorno a una maggiore regolamentazione del settore. Nel 2008 è stato richiesto al governo italiano di innalzare il valore massimo defiscalizzato (5,29 euro), fermo dal 1997 e ritenuto ormai insufficiente.
Le proteste si concentrano sull'elevato valore delle commissioni che gli emittenti chiedono agli esercenti ed ai ristoratori, passate dal 3% del 2003 al 12% nel 2012 Tuttavia le gare della Consip hanno fatto da calmiere del fenomeno, a tutela degli esercenti; infatti la gara che annualmente viene bandita dalla Consip per circa 1 miliardo di euro prevede un tetto al 5% delle commissioni e ai concorrenti che lo ribassano vengono assegnati più punti nella gara.
L'accentramento degli acquisti di buoni pasto da parte di Consip, divenuta punto di riferimento per le pubbliche amministrazioni, ha altresì consentito una forte limitazione dei contenziosi sui molti affidamenti prima operati da singoli Enti, su gare d'appalto annullate poiché definite dal TAR anticoncorrenziali e che non offrivano adeguati risparmi alle pubbliche amministrazioni. Anche l'Autorità per la vigilanza sui contratti pubblici di lavori, servizi e forniture (successivamente divenuta Autorità nazionale anticorruzione) è intervenuta emanando una specifica Determina riguardante gli affidamenti della pubblica amministrazione dei servizi sostitutivi di mensa.